# Ōnusa
En el xintoisme, un ōnusa (大幣) o nusa (幣) és una vareta de fusta que s'utilitza en els rituals de purificació. Inicialment estava fet amb una vareta de morera de paper (yū) decorada amb fibres de lli (asa). Actualment, l'ōnusa pot estar fet de serpentines de paper o llençols en ziga-zaga (shide) adherides a una branca de sakaki (榊), o de serpentines enganxades a una vareta hexagonal o octogonal de fusta (aquest últim també s'anomena haraegushi (祓 串)).
Es pot veure un ús antic en el registre de Kojiki (古事記) de l'emperador Chūai (仲哀天皇) en el qual es descriu que es va utilitzar un ōnusa en la Gran Cerimònia de Purificació (ōharae).
En l'antiguitat, una persona que es volia purificar agafava l'ōnusa amb la mà per transferir els pecats (tsumi) i les pol·lucions (kegare), o es movia l'ōnusa (esquerra, dreta, esquerra) sobre l'objecte a purificar. En temps posteriors, la pràctica d'agitar l'ōnusa sobre la persona o l'objecte va ser adoptada universalment.
L'ōnusa no s'ha de confondre amb l'hataki, que es veuen una mica semblants.

## Galeria d'imatges

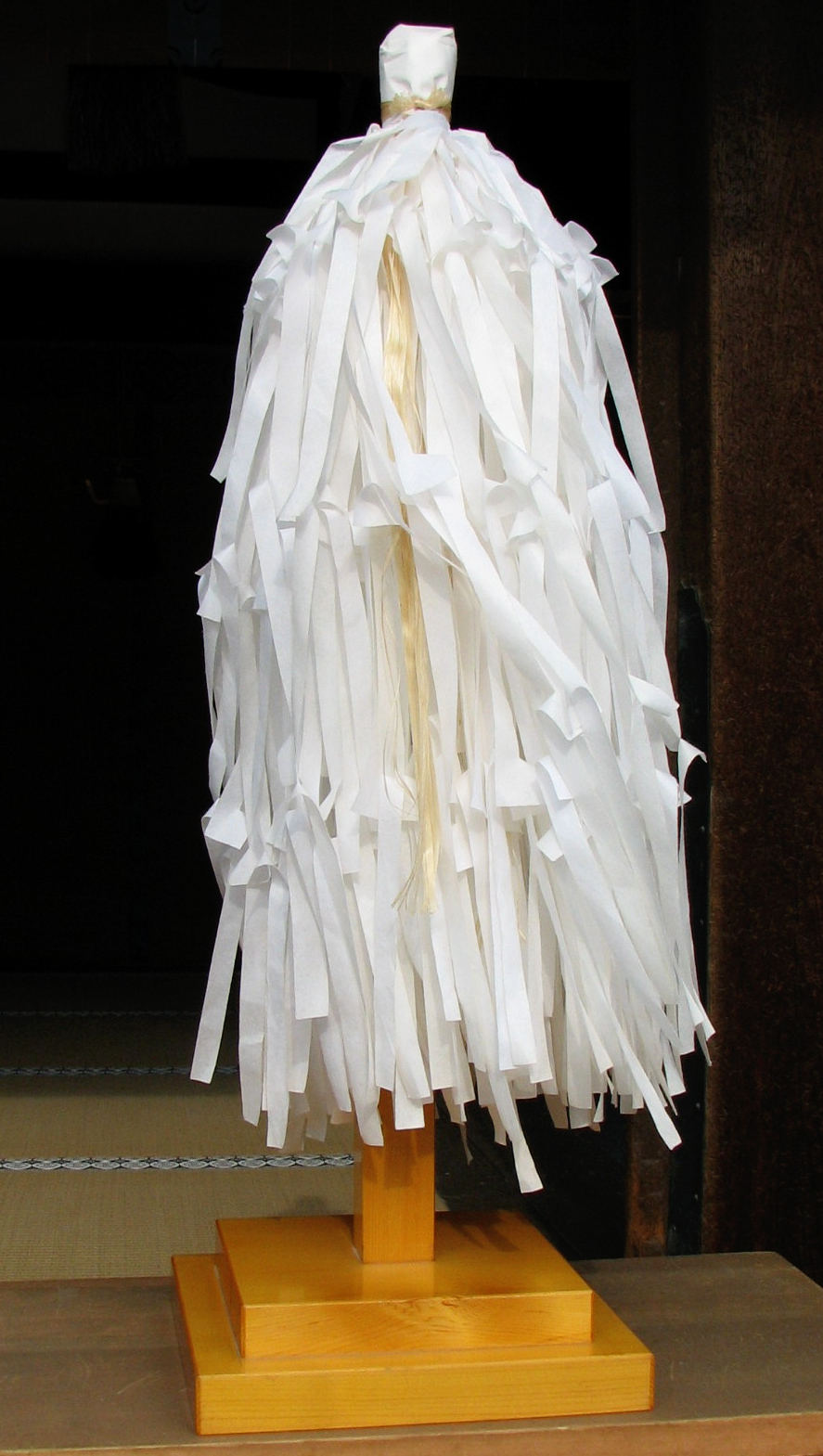
Un ōnusa
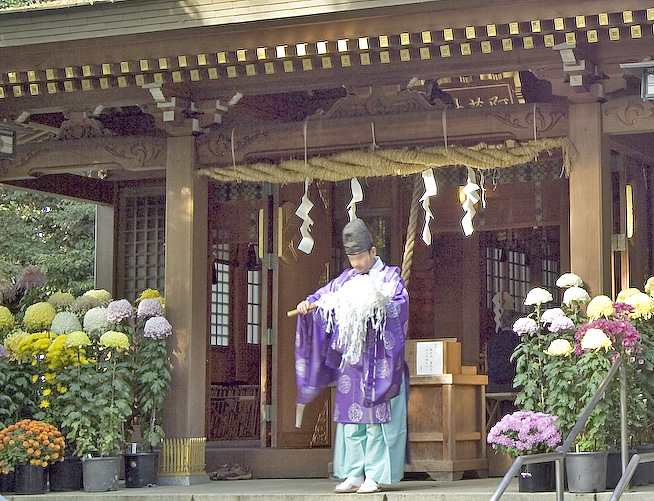
Un kannushi amb un ōnusa
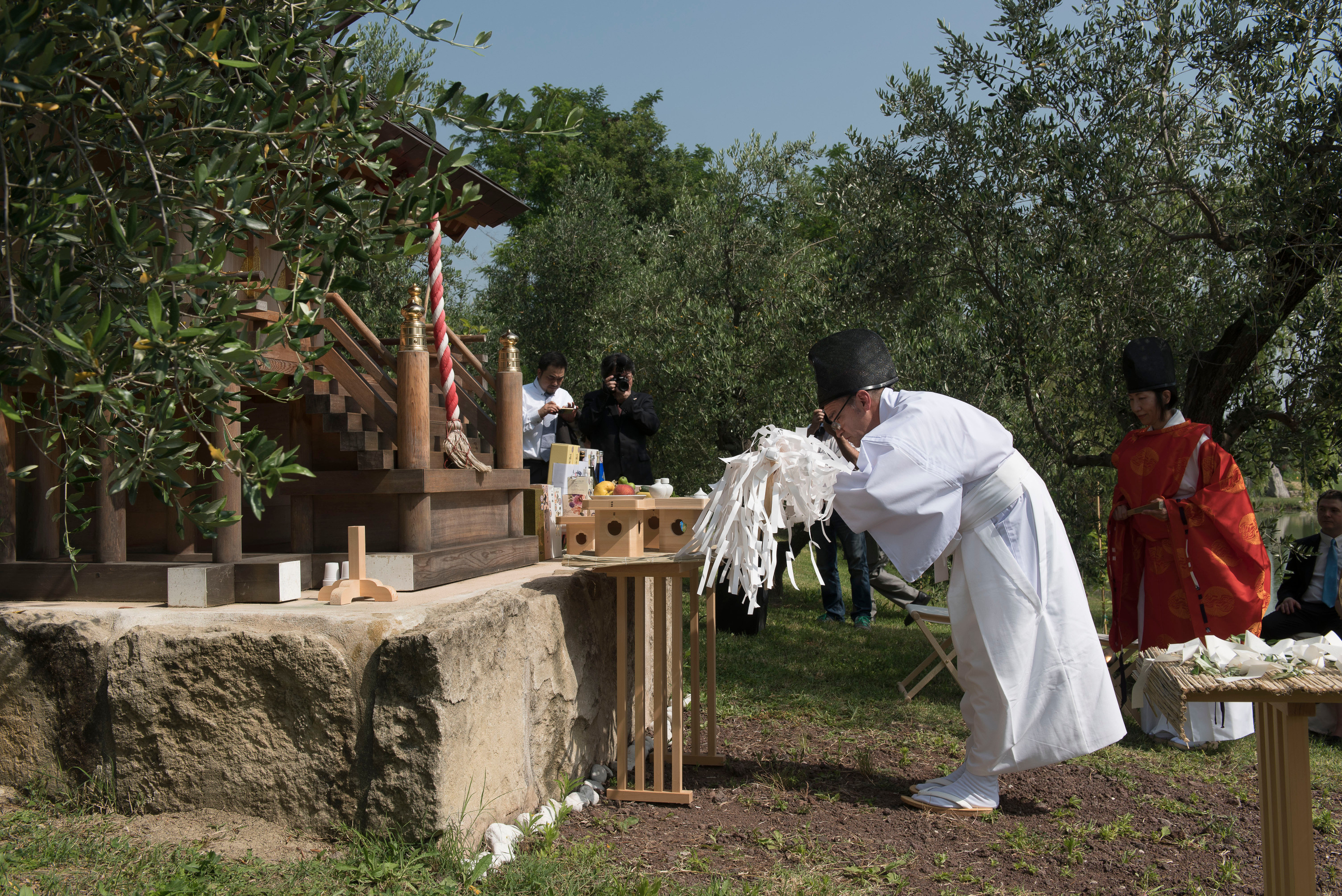
Un kannushi amb un ōnusa durant un ritual